# Hussein Arnous
Hussein Arnous (Al-Tah, 1953) é um político sírio, servindo como primeiro-ministro da Síria, de 11 de junho de 2020 a 23 de setembro de 2024.
Arnous nasceu na vila de Al-Tah no distrito Ma'arrat al-Nu'man, Idlib. Em 1978, obteve graduação em engenharia civil na Universidade de Aleppo.